# Prumben
Prumben is een bestuurslaag in het regentschap Purworejo van de provincie Midden-Java, Indonesië. Prumben telt 470 inwoners (volkstelling 2010).